# Swiss International Air Lines

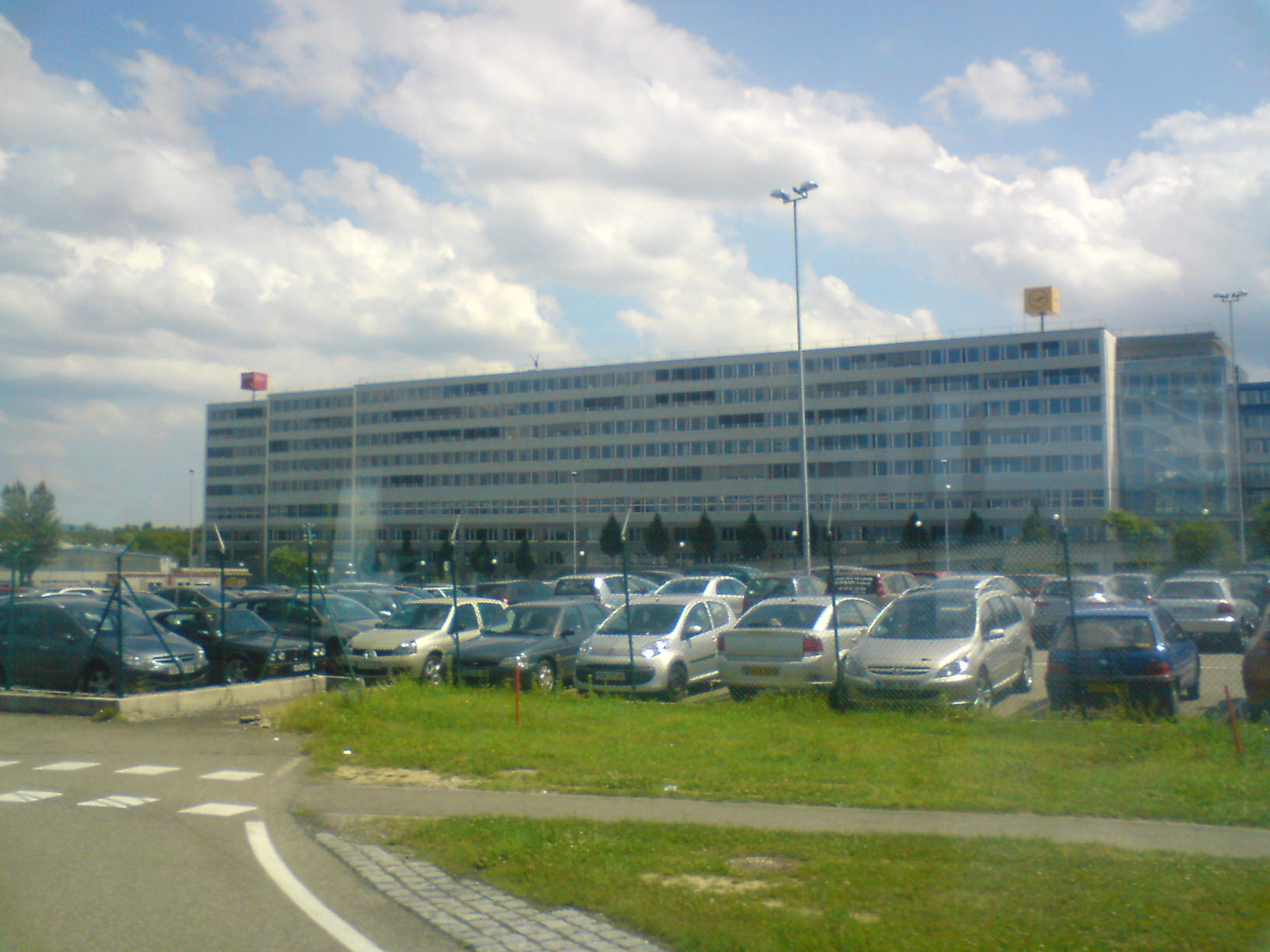
A sede da Swiss International Air Lines na Basileia.

A Swiss International Air Lines (SWISS) é uma companhia aérea suíça com sede no EuroAirport Basel-Mulhouse-Freiburg. É a principal companhia aérea suíça e possui rotas para a América do Norte, América do Sul, Europa, Ásia e África, num total de 102 destinos em 46 países. Desde 1 de julho de 2007 que a Lufthansa Group é o único proprietário da Swiss International Air Lines.

## História
A SWISS foi fundada em 2 de Abril de 2002, com uma frota inicial de 130 aeronaves, ocupando o lugar deixado pela falida Swissair. O capital da empresa, dividia-se da seguinte forma: 35.7% nas mãos de investidores privados (multinacionais suíças), 20.3% governo suíço, 10.2% governo de Zurique, 20.4% bancos suíços e 4.2% para outras organizações suíças.
A aviação mundial ainda sofria os efeitos da alta nos custos do combustível, resultado das guerras no Afeganistão e Iraque no início dos anos 2000 e os primeiros anos da SWISS foram muito difíceis. A empresa se viu obrigada a reduzir seu tamanho e frota. Os serviços intercontinentais foram reduzidos: a frota de jatos wide-body ficou com apenas 9 A330-200 e 9 A340-300. Muitos destinos foram cortados, ajustando sua malha aérea de acordo com a demanda.
Em meados de 2005, integrou-se ao grupo Lufthansa, mantendo sua identidade original e operando em conjunto com a empresa alemã, coordenando serviços, horários, frequências, além da entrada na aliança global Star Alliance. É atualmente uma das melhores empresas aéreas do mundo, classificada como 4 estrelas pelo ranking da consultoria Skytrax e é também uma das mais saudáveis financeiramente.
A SWISS opera, a partir dos aeroportos de Zurique e Genebra, voos para toda a Europa, África, Oriente Médio, Ásia, América do Norte e América do Sul. Na América do Sul, possui voo diário non-stop ligando Zurique a São Paulo e também entre Zurique e o Rio de Janeiro em sistema Codeshare, operado por sua subsidiária Edelweiss. E opera também em código partilhado para Rio de Janeiro, Belo Horizonte, Brasília, Curitiba, Florianópolis e Porto Alegre, com frequência diária.

## Prêmios recebidos recentemente
- 2014 - World Travel Awards - Europe’s Leading Airline Business Class
- 2013 - Passenger Choice Awards (USA) - Best Cabin Ambiance
- 2013 - World Travel Awards - Europe’s Leading Airline Business Class
- 2013 - Skytrax World Airline Awards – TOP 3 mundial - Catering de Classe Executiva
- 2012 - World Travel Awards - Europe’s Leading Airline Business Class
- 2012 - Skytrax World Airline Awards – Melhor Catering de Classe Executiva do Mundo.
- 2011 - Skytrax World Airline Awards – Melhor Empresa Aérea da Europa Ocidental.
- 2010 - Skytrax Passenger Choice Award – Melhor Empresa Aérea do Mundo em "Entrega de Bagagem".
- 2010 - Skytrax World Airline Satisfaction Study – única empresa européia entre as TOP 20 mundiais.
- 2010 - "Which?", a principal revista de consumidor do Reino Unido. Empresa Aérea Número 1 da Europa.
- 2010 - Skytrax World Airline Awards - "Best Staff Service Excellence"
- 2010 - Business Traveller Awards - "Best Airline for Europe"
- 2010 - Business Traveller Awards - "Best Business Class for North and South America"
- 2009 - Skytrax World Airline Awards - "Best Airline for Europe"
- 2008 - World Airline Entertainment Association Awards - "Best Inflight Entertainment"
- 2008 - Cargo Airline of the Year Awards - "Best European Cargo Airline" for Swiss WorldCargo
- 2008 - Condé Nast Traveller Readers’ Awards - "Top Short-Haul Leisure Airline"

## Frota

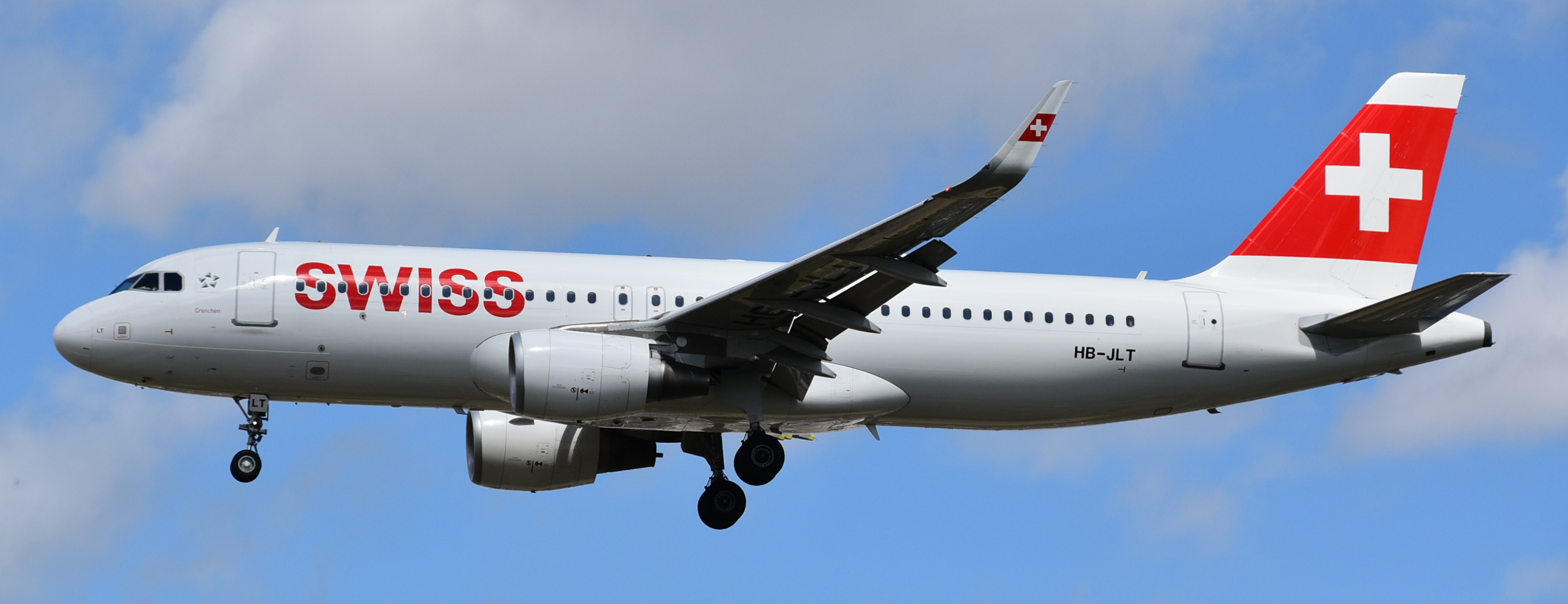
Airbus A320 da Swiss International Air Lines.

| Aircraft         | In Service | Orders | Passengers | Passengers | Passengers | Passengers | Passengers | Notes                                                                                  |
| Aircraft         | In Service | Orders | F          | C          | Y          | Total      | Refs       | Notes                                                                                  |
| ---------------- | ---------- | ------ | ---------- | ---------- | ---------- | ---------- | ---------- | -------------------------------------------------------------------------------------- |
| Airbus A319-100  | 5          | —      | —          | var        | var        | 138        | [ 1 ]      |                                                                                        |
| Airbus A320-200  | 19         | —      | —          | var        | var        | 168        | [ 2 ]      | 3 aircraft are painted in "Star Alliance" livery                                       |
| Airbus A320-200  | 19         | —      | —          | var        | var        | 180        | [ 2 ]      | 3 aircraft are painted in "Star Alliance" livery                                       |
| Airbus A320neo   | —          | 10     | TBA        | TBA        | TBA        | TBA        | TBA        | Deliveries from 2019                                                                   |
| Airbus A321-100  | 6          | —      | —          | var        | var        | 219        | [ 4 ]      |                                                                                        |
| Airbus A321-200  | 3          | —      | —          | var        | var        | 219        | [ 4 ]      |                                                                                        |
| Airbus A321neo   | —          | 5      | TBA        | TBA        | TBA        | TBA        | TBA        | Deliveries from 2019 to 2022                                                           |
| Airbus A330-300  | 14         | —      | 8          | 45         | 183        | 236        | [ 5 ]      |                                                                                        |
| Airbus A340-300  | 6          | —      | 8          | 47         | 164        | 219        | [ 6 ]      | 5 aircraft to remain and will be refurbished Others to be transferred to Edelweiss Air |
| Boeing 777-300ER | 10         | 2      | 8          | 62         | 270        | 340        | [ 10 ]     | Two to be delivered in early 2020.                                                     |
| Airbus A220-100  | 8          | 2      | —          | var        | var        | 125        | [ 11 ]     | Worldwide launch customer Replaced Avro RJ100s and some older A320 family aircraft     |
| Airbus A220-300  | 11         | 9      | —          | var        | var        | 145        | [ 12 ]     | Worldwide launch customer Replaced Avro RJ100s and some older A320 family aircraft     |
| Total            | 82         | 28     |            |            |            |            |            |                                                                                        |